# Falsomelanauster strandiellus
Falsomelanauster strandiellus är en skalbaggsart som beskrevs av Stefan von Breuning 1940. Falsomelanauster strandiellus ingår i släktet Falsomelanauster och familjen långhorningar. Inga underarter finns listade i Catalogue of Life.